# Armand Desmet
Armand Desmet (Waregem, 23 gennaio 1931 – 17 novembre 2012) è stato un ciclista su strada belga.
Professionista tra il 1956 ed il 1967, conta la vittoria di una tappa al Giro d'Italia e una alla Vuelta a España. Fu il primo corridore a vincere la E3 Harelbeke.

## Carriera
Corse per la Groene Leeuw, la Baratti, la Flandria, la Faema e la Solo. Le principali vittorie da professionista furono una tappa al Giro d'Italia 1962, una tappa alla Vuelta a España nel 1964, il Giro del Belgio 1959 e l'Henninger Turm nel 1962. Fu secondo alla Vuelta a España 1960.

## Palmarès
- 1958

E3 Prijs Vlaanderen
- 1959

Classifica generale Giro del Belgio
- 1961

1ª tappa Giro del Belgio (Bruxelles > Ostenda)
1ª tappa Parigi-Nizza (Montgeron > Avallon)
- 1962

Rund um den Henninger-Turm
7ª tappa Giro d'Italia (Fiuggi > Montevergine)
- 1964

4ª tappa, 1ª semitappa Vuelta a España (Salou > Barcellona)
- 1967

Bruxelles-Bievene

## Piazzamenti

### Grandi giri
- Giro d'Italia

1961: ritirato
1962: 10º
- Tour de France

1958: 33º
1959: 23º
1960: 53º
1962: 16º
1963: 5º
1964: ritirato (13ª tappa)
1965: ritirato (21ª tappa)
1966: 27º
- Vuelta a España

1960: 2º
1964: ritirato (13ª tappa)
1965: 25º

### Classiche
- Milano-Sanremo

1958: 10º
1960: 72º
1961: 45º
1962: 25º
1963: 71º
1964: 94º
1965: 76º
1966: 14º
- Giro delle Fiandre

1958: 4º
1960: 31º
1961: 25º
1962: 19º
1964: 41º
1966: 12º
- Parigi-Roubaix

1961: 8º
1962: 25º
1963: 5º
1964: 73º
- Liegi-Bastogne-Liegi

1958: 25º
1961: 3º
1962: 23º
1963: 18º
1966: 20º
- Giro di Lombardia

1962: 8º
1967: 18º

### Competizioni mondiali
- Campionato del mondo

Salò 1962 - In linea: 29º
Ronse 1963 - In linea: 18º